# Hieracium cambrense
Hieracium cambrense es una especie de planta con flor del género Hieracium, de la familia Asteraceae, orden Asterales.

## Distribución
Hieracium cambrense se distribuye por Galés.

## Taxonomía
Fue descrita científicamente por Mc Cosh. Fue publicada en New J. Bot. 5(2): 121.